# Tidène

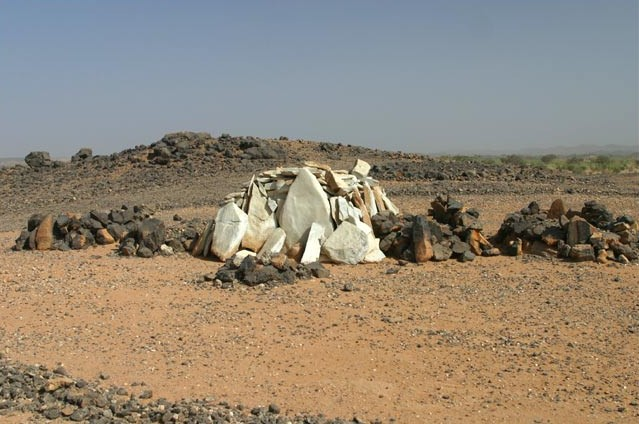
Tumba del activista Mano Dayak del valle de Tidène en una colina cerca de Tidène (2004)

Tidène es una aldea en el municipio de Tchirozérine en Níger . 
El pueblo, está dirigido por un jefe local tradicional, está ubicada en el suroeste de las altas montañas de Aïr . Está situado a unos 30 kilómetros al noreste del centro de la ciudad de Tchirozérine, la capital del departamento de Tchirozérine, que pertenece a la región de Agadez . Se encuentra a  23 kilómetros de distancia de Dabaga en el sureste, y 40 kilómetros de distancia Elméki en el noreste y alrededor de 45 kilómetros de distancia Aoueras el este. A unos 14 kilómetros de Tidène se encuentra el centro geográfico de Níger ( ⊙  ).  
A orillas del valle seco de Tidène, viven miembros del grupo étnico tuareg . Esta población provenía originalmente de Adrar des Ifoghas en lo que ahora es Malí y ha existido desde finales del siglo XIX.
 

En el censo de 2012, Tidène tenía 384 residentes que vivían en 69 hogares.  En el censo de 1988, la población era de 216 en 43 hogares. 
 Tidène es el lugar de nacimiento de  
- Malick Sadelher político (* 1965)
- Bombino guitarrista y cantante (* 1980)
- Mohamed Akotey político y líder tuareg (*1967)